# Steve Berra
Steve Berra (Saint Louis, 10 maggio 1973) è uno skater professionista statunitense.

## Biografia
Nato nello Stato del Missouri, Steve ha iniziato a praticare lo skateboard all'età di 14 anni. A 18 anni si trasferì nello Stato della California del sud per proseguire la sua carriera sportiva. Per un periodo visse insieme allo skater Tony Hawk.
Successivamente, Steve ottenne come primo sponsor la Blockhead insieme al futuro amico Jason Dill.
In seguito passò al team di Natas Kaupas chiamato 101, ma la vera svolta per Steve fu nuovamente l'aggregazione con Tony Hawk alla casa produttrice di tavole Birdhouse, dove successivamente partecipò anche al Tony Hawk's Gigantic Skatepark Tour.
Negli anni duemila, Steve passò alla Alien Workshop dove si aggiunse a professionisti del calibro di Rob Dyrdek e il ritrovato compagno Jason Dill.
Nel 2003 ebbe vari problemi alla caviglia che gli impedirono di poter praticare lo skateboard ma successivamente dopo la completa guarigione apparve con il suo nuovo sponsor DVS nel video DVS Skate Moore.
Oltre alla carriera di skater professionista, Steve nel corso del primo decennio degli anni duemila è apparso nel programma dell'amico Rob Dyrdek nella serie Rob & Big e Rob Dyrdek Fantasy Factory.
Nel 2013, la svolta avvenne quando insieme ad Eric Koston fondò il sito web e skatepark The Berrics, mentre a livello sportivo la svolta avvenne quando passò al team produttore di scarpe ed abbigliamento DC Shoes.

## The Berrics
Il 31 gennaio 2009, Berra ha partecipato alla Battle at Berrics 1 contro Mark Johnson. Il 30 settembre 2010, ha gareggiato contro Heath Kirchart alla Battle at Berrics 3 E ha partecipato anche alla sfida The Berrics contro Fantasy Factory insieme ad Eric Koston e contro Rob Dyrdek.